# 電幻國度
《電幻國度》（英語：The Electric State）是一部2025年美國科幻冒險片，改編自瑞典漫畫作家賽門·史塔倫哈格的同名圖像小說。電影由羅素兄弟執導，克里斯多佛·馬庫斯與史蒂芬·麥費利合作改編劇本；米莉·芭比·布朗擔任主演，其他演出陣容包括克里斯·普瑞特、關繼威、伍迪·哈里森、傑森·亞歷山大、安東尼·麥凱、布萊恩·考克斯、珍妮·斯蕾特、吉安卡洛·伊坡托和史丹利·圖奇。劇情講述一名小女孩獲得一台機器人，之後便逃家踏上尋找弟弟的冒險旅程。
《電幻國度》2025年3月14日透過Netflix全球發行。

## 劇情
在虛構世界的1990年代，人類與機器人之間的戰爭讓世界陷入混亂。孤兒蜜雪兒·格林因一場車禍失去了父母及天才弟弟克里斯多福，並成為寄養少女。某晚，一台機器人「宇宙」找上了她，發現宇宙竟然是克里斯多福的意識，但肉身被囚禁於由伊森·史凱特領導的「中樞科技」（Sentre）公司之中。中樞科技由伊森·史凱特領導，他企圖利用克里斯多福的天才智慧，來協助系統的運算，於是將其意識將整間公司的系統相連。
蜜雪兒和宇宙意圖進入隔離區，並結識了退伍軍人基茲及機器人夥伴赫曼。他們來到荒原，並碰見了機器人社會的領袖花生先生，花生先生決定幫助他們。一行人找到了當初負責克里斯多福研究的安赫斯特醫生，對方叛逃了中樞科技，並為克里斯多福的大腦留了後路，以便他的意識能轉移至機器人宇宙中。史凱特為了找回宇宙而委託機器人退役部隊的布萊伯利上校協助，並成功捉回宇宙。但史凱特殺死了安赫斯特醫生，令不殺人類的布萊伯利感到不滿，並指責史凱特讓自己追捕一名男孩。
蜜雪兒決心拯救她的弟弟，於是在基茲和花生先生的幫助下潛入了中樞科技的總部，而基茲和花生先生則在外頭與中樞科技的保全無人機交戰。當保全無人機處於下風時，史凱特甚至親自駕駛無人機加入戰場。蜜雪兒發現克里斯多福處於昏迷狀態，他的意識被困在神經系統中。她進入弟弟腦內的世界與之交談，最後尊重弟弟的意願，切斷了他的連結，導致其肉體死亡。克里斯多福之死導致中樞科技的無人機行動停止，導致全球的中樞科技裝置隨之停擺。戰後，一段影像流出，證實了史凱特私自實施人體實驗，史凱特在企圖逃亡時被捕。蜜雪兒錄製了一段影片播放給全世界，提倡人與人之間交流的重要。
當宇宙的軀體被扔入垃圾場後不久，意外地動了起來，暗示克里斯多福的部分意識仍可能存在。

## 演員
- 米莉·芭比·布朗飾演蜜雪兒·格林（Michelle Greene）
- 克里斯·普瑞特飾演約翰·基茲上士（Staff Sgt. John D. Keats）
- 關繼威飾演克拉克·安赫斯特醫生（Dr. Clark Amherst）／電腦（P.C.，配音）
- 吉安卡洛·伊坡托飾演馬歇爾·布萊伯利上校（Col. Marshall Bradbury）
- 史丹利·圖奇飾演伊森·史凱特（Ethan Skate）
- 馬丁·科勒巴（英语：Martin Klebba）飾演赫曼（Herman）
- 伍迪·諾曼（英语：Woody Norman）飾演克里斯多福·「克里斯」·格林（Christopher "Chris" Greene）
- 傑森·亞歷山大飾演泰德·法尼斯特（Ted Finister）

### 配音
- 伍迪·哈里森飾演花生先生（Mr. Peanut）
- 安東尼·麥凱飾演赫曼（Herman）
- 布萊恩·考克斯飾演高飛球老爹（Popfly）
- 珍妮·斯蕾特飾演佩妮·帕爾（Penny Pal）
- 阿蘭·圖代克飾演宇宙（Cosmo）
- 汉克·阿扎里亚飾演幻惑大師（Perplexo）
- 柯爾曼·多明戈飾演沃夫（Wolfe）
- 罗布·格隆考夫斯基飾演比利提茲（Blitz）
- 比利·加德爾飾演垃圾機器人
- 蘇珊·萊斯里（Susan Leslie）飾演剪刀太太（Mrs Scissors）
- 喬丹·布萊克（英语：Jordan Black (actor)）飾演克萊姆（Clem）
- 比利·鮑伯·松頓（未掛名）

## 製作

### 發展
圖像小說《電幻國度》的電影改編消息於2017年12月首次對外公開，羅素兄弟取得版權並擔任監製，安迪·馬希提有望擔任導演。與羅素兄弟多次合作的克里斯多佛·馬庫斯與史蒂芬·麥費利被聘來編寫劇本。2020年12月，環球影業獲得電影發行權，羅素兄弟擔任導演，馬希提則透過新成立的製片公司繼續任職製片人。米莉·芭比·布朗被選為女主角；一旦羅素完成《灰影人》（2022年）、布朗拍完《怪奇物語》第四季後就會開始投入《電幻國度》的拍攝。2022年6月，據報導，環球影業不再計劃將本片院線上映，發行權可能改由Netflix接手。同月，Netflix確認接手；克里斯·普瑞特正商談出演。普瑞特在8月確認出演，楊紫瓊、史丹利·圖奇、傑森·亞歷山大、布萊恩·考克斯、珍妮·斯蕾特將加入演出陣容。考克斯和斯蕾特將擔任配音角色。10月，伍迪·諾曼參演。11月，吉安卡洛·伊坡托配音威脅機器無人機馬歇爾（Marshall）；關繼威、安東尼·麥凱和比利·鮑伯·松頓也加入演出陣容，關繼威取代因工作日程安排衝突而退出的楊紫瓊。

### 拍攝
電影2022年10月5日起在亚特兰大展開主要拍攝，工作標題為《暴風城》（Stormwind），預計持續至2023年2月。2022年11月4日，據報導，一名劇組人員在一場車禍中喪生，導致製作已暫停。電影2023年2月上旬正式宣告殺青。

## 發行
《電幻國度》2025年3月14日在Netflix全球上線。起初的發行日為2024年1月3日。

## 外部連結
- 互联网电影数据库（IMDb）上《電幻國度》的资料（英文）